# 6603 Marycragg
6603 Marycragg este un asteroid din centura principală de asteroizi.

## Descriere
6603 Marycragg este un asteroid din centura principală de asteroizi. A fost descoperit pe 19 mai 1990 la Observatorul Palomar de Eleanor Francis Helin. Asteroidul prezintă o orbită caracterizată de o semiaxă mare de 2,65 ua, o excentricitate de 0,20 și o înclinație de 16,4° în raport cu ecliptica.